# 天星銀行
天星銀行（全名：Airstar Bank Limited）是一家由小米集團及尚乘集團合資成立的虛擬銀行（又稱數字銀行）。董事會主席及非執行董事為林世偉，現任行政總裁為胡偉。

## 历史
2019年5月9日，小米集團及尚乘集團合資組成的洞見金融科技有限公司（Insight Fintech HK Limited）獲香港金融管理局發出銀行牌照。該公司由小米集團持有90%股權，尚乘集團持有10%股權。洞見金融科技有限公司2019年7月15日改名為「天星銀行有限公司」。
2020年3月31日，天星銀行啟動試業，開放約2,000個名額予天星銀行、小米香港和尚乘集團內部員工的親友參與試業，收集真實用戶需求及反饋意見。時任行政總裁為劉雪樵博士。
2020年6月11日，天星銀行宣佈正式開業，開業初期服務涵蓋活期存款、定期存款及貸款服務。公司理念是成為「每個人的銀行」。
2024年6月，富途以4.4億港元注資天星銀行的控股公司Gravitation Fintech HK，將間接持有天星銀行44.11%股權。

## 爭議

### 伍淑清擔任董事會顧問委員會主席
洞見金融科技在公佈獲香港金融管理局發出虛擬銀行牌照的新聞稿中，同時披露美心集團創辦人伍沾德長女伍淑清為董事會顧問委員會主席。2020年6月，公司被問及股東及顧問成員背景會否對銀行造成負面影響時，時任替任行政總裁姚文松僅表示：「該行將集中做好服務與產品，其他事情不會多想。」

## 外部連結
- 天星銀行官方網頁 （页面存档备份，存于）